# Haig Yazdjian
Haig Yazdjian (* 1959 in Aleppo, Syrien) ist ein armenischstämmiger Oudspieler, Komponist und Sänger.
Er wuchs als Sohn armenischer Eltern in Syrien auf und lebt seit 1988 in Griechenland. Sein erstes Album, TALAR, erschien 1996. Yazdjian mischt in seinen Kompositionen östlich-mediterrane Musik mit westlicher Musiktradition.

## Werke
- TALAR, 1996
- Garin, 1998
- GIFT
- Beast on the Moon
- Yeraz
- Amalur, 2007 Libra Music

## Musikalische Kooperationen
Loreena McKennitt, (An Ancient Muse-Album, Nights from the Alhambra-Album) 2006, Djivan Gasparyan Quartet: Nazeli with Haig Yazdjian, Libra Music, 1998: Nikos Xydakis, Eleftheria Arvanitaki, Savina Yannatou, Maria Farantouri, Omar Farouk Tekbilek, Theodosii Spassov, Glen Velez, Abdullah Chhadeh, VEDAKI Group, EVA Quartet und Kudsi Erguner.

## Festivals
Er war Teilnehmer bei den folgenden Festivals: Elmau Jazz Festival, Salzburg Balkan Festival, Vienna Salam Islam, Berlin Fest der Kontinente, Luxembourg, St. Wendel Jazz Festival, Kassel World Music Festival, TFF Rudolstadt etc.